# مومدونا دياس
مومدونا دياس أو مونيادومنا دياز بالبرتغالية(Mumadona Dias or Muniadomna Díaz) هي كونتيسة البرتغال في القرن العاشر التي حكمت المقاطعة باشتراك مع زوجها حتى حوالى 950 وثم حكمت بمفردها حتى وفاتها 968.
هي أبنة ديوغو فرينادينز والكونتسة أونيجا كانوا من معلمين راميرو الثاني ملك ليون بين عامين 915 و920 في عام 926 اعطى ملك ليون راميرو الثاني للزوجين فيلا كركسمير قرب غيمارايس حيث تزوجت من هرمنغيلدو غونزاليس.
توفى غونزاليس بين عامي 943 و950 ترك في يدها المقاطعة وأيضا عقارات والأراضي لا تحصى ولا تعد فقامت بدمج مقاطعتين البرتغال وكويمبرا.
قامت بتقسيم الميراث بين أبنائها الستة وكان غونزالو مينيديس من نصيبه كونتية البرتغال في عام 950, وأيضا قامت بشيدت دير ساو ماميد التي حصن منيع في وجه الغزاة الفايكنغ في وقت لاحق، وايضا قامت بناء قلعة غيمارايس التي أصبحت في وقت لاحق مقر البلاط لكونتية.